# Арклоу
Арклоу (на ирландски: An tInbhear Mór – Ан т'Инуър Моор; на английски: Arklow, в английски превод „The large estuary“, „Широкият естуар“) е град в югоизточната част на Ирландия, графство Уиклоу на провинция Ленстър. Разположен е на брега на Ирландско море при устието на река Авока. Той е вторият по големина град в графството след Брей. Има жп гара по крайбрежната жп линия от Дъблин до Корк. Населението му е 11 712 жители от преброяването през 2006 г.

## Личности
Родени
- Ройшийн Мърфи (р. 1973), вокалистка на група „Молоко“